# محمودآباد (باراندوزچای جنوبی)
محمودآباد، روستایی است از توابع بخش مرکزی شهرستان ارومیه استان آذربایجان غربی ایران.

## جمعیت
این روستا در دهستان باراندوزچای جنوبی قرار داشته و بر اساس سرشماری سال ۱۳۸۵ جمعیّت آن ۶۴۹ نفر (۱۳۶ خانوار)
بوده‌است.

## زبان
زبان مردم روستا کردی کرمانجی (روندی، شکاکی و هرکی) و ترکی آذربایجانی است.

## مذهب
اهالی این روستا از پیروان مذاهب شیعه و سنی شافعی هستند.